# Museo orientale di Tagliacozzo
Il museo orientale di Tagliacozzo è ospitato presso il santuario della Madonna dell'Oriente di Tagliacozzo, in provincia dell'Aquila.

## Storia
Il museo è ospitato dal 1968 in alcuni locali del santuario di Tagliacozzo, risalente al XVI secolo e che conserva l'icona della duecentesca Madonna dell'Oriente, e custodisce una raccolta di ex voto, icone bizantine, arredi sacri e monete provenienti dal Medio Oriente.
Le collezioni furono raccolte dal padre francescano Gabriele Giamberardini, che operò in Egitto dal 1950 al 1970 come docente del seminario Orientale di San Cirillo a Giza e Prefetto degli Studi nella Missione dell’Alto Egizio, e da padre Tommaso Casale, nato a Tagliacozzo il 15 dicembre 1921, membro della Fraternità del convento, fondatore del museo e deceduto il 28 ottobre 1999.
Nei primi anni Duemila i locali sono stati adeguati con moderne tecnologie alla conservazione dei reperti e di testi e documenti della biblioteca collocata nei piani superiori del santuario. L'inaugurazione dei rinnovati spazi espositivi è avvenuta nel 2003.

## Collezioni
La collezione conta antichità egiziane, orientali, etiopiche, ed una raccolta numismatica e fialatelica in fase di catalogazione. Inoltre, la biblioteca del santuario conserva anche preziose cinquecentine ed altri volumi rari, anche questi in fase di catalogazione.